# Kemmelberg
Il Kemmelberg è una collina alta 154 metri sul livello del mare e situata nei pressi di Kemmel, nella municipalità di Heuvelland nelle Fiandre Occidentali, in Belgio.
Nel corso della prima guerra mondiale fu un importante luogo di scontro. Il 25 aprile 1918 il Kemmelberg fu conquistato dall'esercito tedesco durante la Battaglia di Lys. In Germania a molte strade (come la Kemmel-Privatweg a Magdeburgo) e caserme (ad esempio la Kemmelkaserne a Murnau, nel 1935) fu assegnato un nome commemorativo di quella vittoria. Friedrich Bertram Sixt von Armin e Francesco di Baviera erano al comando delle truppe, ma fu Karl Höfer ad essere celebrato come eroe del Kemmelberg - Held vom Kemmelberge. La collina fu riconquistata alla fine del Settembre 1918 durante la Quinta battaglia di Ypres.
La salita che porta in cima alla collina, caratterizzata da pendenze ripide e dal fondo in pavé, è storicamente la principale asperità della classica ciclistica belga Gand-Wevelgem, e può risultare decisiva per lo svolgimento della corsa, soprattutto in caso di strada bagnata.

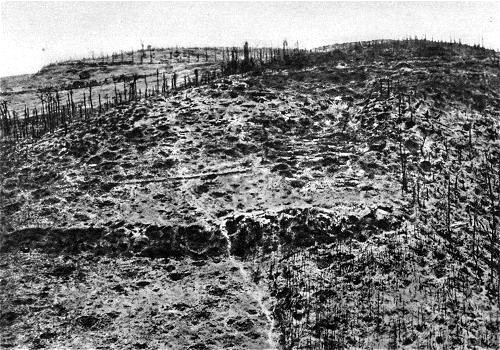
Il Kemmelberg dopo i combattimenti del 1918
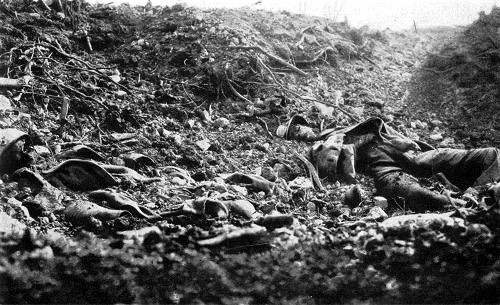
Corpi in decomposizione sul Kemmelberg